# El pusher
El Pusher (título original en inglés: The Pusher) es un cuento de ciencia ficción escrito por John Varley. El relato fue publicado originalmente en el número de octubre de 1981 en la revista The Magazine of Fantasy & Science Fiction, y ganó los premios Hugo y Locus al mejor relato corto de 1982, además de ser nominado al premio Nébula de 1981. Ha sido incluido en la recopilación de relatos de dicho autor Blue champagne (1986).

## Argumento
El cuento se inicia con la descripción de lo que parecer ser un pedófilo, Ian Haise, rondando en un parque infantil en busca de una víctima. Finalmente logra establecer contacto con una niña de once años llamada Radiant Shiningstar Smith a quien cuenta un cuento de fantasía y le entrega una piedra estelar que contiene la esencia de una princesa. La niña promete guardar la piedra y entregarla al príncipe que la busca. Haise se aleja sin dañar a la niña.
Luego, el lector se entera de que Haise ha iniciado un viaje de seis meses en un carguero espacial en el que trabaja eliminando las incrustaciones de plasmoides que se forman en los motores de la nave.
Finalmente, Haise regresa a la tierra y ubica a Radiant Shiningstar Smith, para quien ha pasado 25 años desde el último encuentro que tuvo con Haise. Cuando se encuentran de nuevo, Smith le pide explicaciones a Haise sobre su primer encuentro. Haise le explica que debido a la distorsión temporal que tiene viajando a velocidades relativistas, sus viajes de meses se convierten en años para los que quedan en la tierra y que cuenta aquellas historias a los niños, y les entrega un plasmoide, con la esperanza de tener alguien conocido a quien ver al regresar.